# Julius Reubke
Julius Reubke, nemški skladatelj, pianist in organist, * 23. marec 1834, Hausneindorf, † 3. junij 1858, Pillnitz, Nemčija.
Njegov oče je bil izdelovalec orgel, Adolf Reubke.  Na priporočilo Hansa von Bülowa je leta 1856 odšel v Weimar na študij klavirja k Franzu Lisztu in postal eden njegovih najbolj priljubljenih učencev. Ko je dve leti kasneje umrl, je Liszt njegovemu očetu napisal pismo, v katerem navaja izgubo odlične glasbene osebnosti.
Reubkejevo kratko življenje ni dovolilo nastanka obsežnejšega opusa del, dandanes je občasno izvajana njegova Klavirska sonata (1857)
in njegovo najbolj znano delo, Orgelska sonata na 94. psalm (tudi 1857), ki jo mnogi smatrajo za eno najboljših orgelskih del 19. stoletja. Obe deli kažeta Lisztov vpliv, še posebno klavirske sonate.